# Der Mann mit zwei Frauen
Der Mann mit zwei Frauen (Originaltitel The Bigamist, gelegentlich auch Der Mann mit den zwei Frauen) ist ein US-amerikanisches Melodram aus dem Jahr 1953. Die Regie übernahm Ida Lupino, die auch neben Joan Fontaine, Edmond O’Brien und Edmund Gwenn eine der Hauptrollen übernahm. The Bigamist, über einen sich mit zwei Frauen verheiratenden Mann handelnd, wird gelegentlich trotz fehlender Gewaltszenen aufgrund seines düsteren Blicks auf Ehe und sexuelle Untreue dem Film noir zugerechnet.

## Handlung
Das Ehepaar Eve und Harry Graham aus San Francisco möchte ein Kind adoptieren. Der für die Adoption zuständige Mr. Jordan kündigt an, für das Kindeswohl auch das Privatleben der beiden durchleuchten zu müssen. Harry Graham reagiert darauf etwas nervös, was Jordan misstrauisch macht. Die Grahams haben gemeinsam eine Firma, für die Harry oft nach Los Angeles verreisen muss. Hier findet Mr. Jordan heraus, dass Harry schon länger nicht mehr in Hotels übernachtet hat und den Vornamen Harrison verwendet. Jordan findet die Adresse von Harrison Graham im Telefonbuch und tatsächlich trifft er dort auf Harry Graham, der gerade auf ein Baby aufpasst. In einer Rückblende schildert ihm Harry Graham, wie er in diese Situation gelangte:
Die Ehe von Eve und Harry wurde zuletzt vor allem durch den gemeinsamen Betrieb bestimmt, da sich Eve, nachdem sie von ihrer Unfruchtbarkeit erfuhr, leidenschaftlich in die Arbeitswelt stürzte. Harry fühlt sich daher oft einsam, am spürbarsten während seiner vielen Geschäftsreisen nach Los Angeles. In einem Sightseeing-Bus, der zu den Häusern der Hollywood-Stars fährt, lernt er Phyllis Martin kennen. Die beiden kommen munter ins Gespräch und machen anschließend gemeinsame Unternehmungen, allerdings zunächst nur auf platonischer Ebene. Phyllis, die bereits schlechte Erfahrungen mit einem Mann gemacht hatte, will nichts über Harrys Hintergrund wissen. Schließlich kommt es aber doch zu einer gemeinsamen Nacht der beiden, nach der sie erst einmal keinen Kontakt mehr haben.
Schuldgeplagt wendet Harry sich wieder ganz Eve zu, die sich für ihre emotionale Distanz der letzten Monate entschuldigt. Nun stimmt sie auch der von ihr bislang abgelehnten Idee einer Kindesadoption zu. Als Eve sich um ihren todkranken Vater in Florida kümmern muss und deshalb längere Zeit abwesend ist, erfährt Harry, dass Phyllis durch die gemeinsame Nacht schwanger wurde. Phyllis stellt ihm zwar frei, ob er sie heiraten solle, doch er stimmt der Heirat aus Ehrgefühl zu. Er will Eve die Situation erklären und ihr die Scheidung vorschlagen, doch er bringt es nicht übers Herz, da sie von dem Tod ihres Vaters tief getroffen ist. So versucht Harry die Situation herauszuzögern, bis die Adoption durch ist – dann hätte Eve nach der Scheidung zumindest das Kind, das sie immer wollte.
Als Harry seine Geschichte beendet, schwankt Mr. Jordan zwischen Abscheu und Verständnis für den Mann. Einige Zeit später findet sich Harry vor Gericht wieder, wobei beide Frauen im Saal anwesend sind. Der Richter betont, dass es wohl eine hohe Dunkelziffer bei der Bigamie gebe. Neben einer erwartbaren juristischen Strafe werde er in Zukunft beide Frauen finanziell unterstützen müssen. Vielleicht liebe er tatsächlich beide Frauen, doch es sei die Frage, ob eine der beiden ihn noch haben wolle. Zumindest Eve scheint aber darüber nachzudenken, denn sie verweilt noch länger im Gerichtssaal.

## Hintergrund
Das Produktionsbudget lag bei bescheidenen 175.000 Dollar, wobei die etablierten Hollywood-Darstellerinnen Joan Fontaine und Ida Lupino auf einen Teil ihres üblichen Gehalts verzichteten. Der Oscarpreisträger Edmund Gwenn, der den Mr. Jordan spielt, wird im Film mit seinem Namen referenziert: das Haus von Gwenn wird während der Sightseeing-Tour zu den Wohnstätten der Hollywood-Stars gezeigt.
Produzent und Drehbuchautor Collier Young (1908–1980) war der Ex-Mann von Ida Lupino (von 1948 bis Oktober 1951 verheiratet), und der damals aktuelle Mann von Joan Fontaine (von November 1952 bis 1961 verheiratet). Beide Ehen des insgesamt fünfmal verheirateten Young wurden geschieden. Youngs Arbeit am Drehbuch wurde vom Filmkritiker Peter Bradshaw als „eine Art von kreativer Bigamie“ beschrieben, denn er habe, damit das Drehbuch funktionieren konnte, beide Figuren und ihre Schauspielerinnen sympathisch gestalten müssen.
Ida Lupino hatte seit 1950 bei einer Reihe von Filmen Regie geführt und war zu diesem Zeitpunkt die einzige aktive Kinoregisseurin Hollywoods. The Bigamist gilt allgemein als der erste Hollywood-Film seit der Stummfilmzeit, bei dem sich die Regisseurin zugleich als Hauptdarstellerin in Szene setzte. Es blieb für 13 Jahre Lupinos letzter Kinofilm, danach drehte sie nur noch Immer Ärger mit den Engeln (The Trouble with Angels) im Jahr 1966. Sie führte allerdings in den 1950ern und 1960ern noch bei vielen Fernsehserien die Regie.

## Kritiken
Für den Filmdienst ist es ein „wenig überzeugendes Melodram“, das für den Bigamisten „viel Mitleid und Verständnis“ aufbringe.
Aufgrund der Wiederentdeckung von Ida Lupino als Regisseurin und der Verfügbarkeit des Films im Internet und auf Streamingdiensten erfuhr er in den letzten Jahren wieder vermehrte Rezeption. Der US-amerikanische Filmkritiker Richard Brody von The New Yorker nannte es 2020 ein „glänzendes, doch zugleich höchst detailreiches Melodram über die Schwierigkeiten und Lügen von Ehe, Beruf und Romantik“. Peter Bradshaw von The Guardian sah The Bigamist als „intensives, außerordentlich starkes Drama“, das uns heute noch viel über damalige Sexualpolitik erzählen könne. Lupino reihe sich hiermit in die Regie großer Noir-Regisseure wie Robert Siodmak oder Nicholas Ray ein, weiche aber auch vom typischen Film noir ab: Statt – wie in Noirs üblich – gemeinsam mit seiner neuen Geliebten die Ehefrau zu ermorden, drifte der ängstliche, ausgesprochen bürgerliche und nicht bösartig gezeichnete Protagonist in eine Art tragikomische Realitätsverweigerung ab und wolle einfach das Beste von zwei Frauen haben.